# José María Vidal
José María Vidal Bravo (Madrid, Comunidad de Madrid, España, 6 de mayo de 1935 - Valencia, Comunidad de Valencia, España,1986) fue un futbolista español. Jugaba de medio.

## Trayectoria
- 1954-55 Real Zaragoza
- 1955-56 Plus Ultra
- 1956-57 Granada Club de Fútbol
- 1957-58 Club Atlético de Ceuta
- 1958-59 Real Murcia
- 1959-62 Real Madrid
- 1962-63 CD Málaga
- 1963-65 Levante UD
- 1965-66 Real Valladolid

## Internacionalidades
- 4 veces internacional con España.
- Debutó con la selección española en Santiago de Chile el 14 de julio de 1960 contra Chile.

## Palmarés
- 2 Ligas españolas con el Real Madrid en el año 1961 y 1962.
- 1 Copa del Rey con el Real Madrid en el año 1962.
- 1 Copa de Europa con el Real Madrid en el año 1960.
- 1 Copa Intercontinental con el Real Madrid en el año 1960.